# Manfred Schott
Manfred Schott (* 1. Februar 1936 in München; † 7. April 1982 ebenda) war ein deutscher Schauspieler und Synchronsprecher.

## Leben
Manfred Schott arbeitete zunächst als Theaterschauspieler unter anderem in Lübeck. Seit 1967 war er zudem umfangreich in der Synchronisation tätig und wurde zu einem äußerst gefragten und vielbeschäftigten Sprecher. Er lieh seine markante Stimme unter anderem Dustin Hoffman (Standardsprecher seit Die Reifeprüfung) und Jack Nicholson (Standardsprecher, unter anderem Einer flog über das Kuckucksnest), Michael Caine (unter anderem Fluchtpunkt Marseille), Adriano Celentano (Bluff), Bradford Dillman (unter anderem Die Brücke von Remagen), Terence Hill (unter anderem Freibeuter der Meere), Burt Reynolds (Der Tiger hetzt die Meute), George Segal (unter anderem Achterbahn) und Peter Sellers (Casino Royale).
Besonders populär war er als deutsche Stimme des Schiffsarztes Dr. Leonard „Pille“ McCoy (im Original „Bones“; DeForest Kelley) in den 39 vom ZDF synchronisierten Folgen der Fernsehserie Raumschiff Enterprise sowie in Star Trek: Der Film von 1979. Für die Science-Fiction-Serie Mondbasis Alpha 1 synchronisierte er die Hauptrolle des Commander John Koenig (Martin Landau). 1982 sprach er als einer seiner letzten Arbeiten den Part von Alan Napier in dem US-amerikanischen Spielfilm Der unheimliche Gast.
Außerdem sprach er den Off-Kommentar in den ersten sieben Teilen der Schulmädchen-Report-Reihe, und in der Synchronisation für James Bond 007 – Der Spion, der mich liebte die Ansagerstimme der Pyramide-Lichtshow, die auch am Beginn des Liedes MfG – Mit freundlichen Grüßen verwendet wird: „Nun, da sich der Vorhang der Nacht von der Bühne hebt, kann das Spiel beginnen, das uns vom Drama einer Kultur berichtet.“ 
Darüber hinaus wirkte Schott in etlichen Hörfunkproduktionen des BR mit und drehte Industriefilme für Großkonzerne.
Am 7. April 1982 verunglückte Manfred Schott im Alter von 46 Jahren auf dem Föhringer Ring in München tödlich, als ein Kieslaster ins Schleudern geriet und mit dem entgegenkommenden Audi des Schauspielers kollidierte.
Nach seinem Tod wurden viele Synchronrollen, insbesondere die von Dustin Hoffman, Robert Wagner und Jack Nicholson, von seinem Kollegen Joachim Kerzel übernommen. Eine Ausnahme bildet die Rolle von DeForest Kelley als „Pille“ McCoy (Raumschiff Enterprise). In den Star-Trek-Kinofilmen Teil 2 und 3 übernahm Christian Rode seinen Part. Sowohl in der Sat.1-Synchronisation der Serie, als auch in den Star-Trek-Kinofilmen Teil 4, 5 und 6 sprach Randolf Kronberg an seiner Stelle.

## Filmografie (Auswahl)
- 1965: Judith
- 1971: Gestern gelesen – Im Falle meines Todes
- 1972: Hausfrauen-Report 3
- 1980: Merlin (als Erzähler)

## Hörspiele (Auswahl)
- 1958: Jürgen Gütt: Kommt ein Vogel geflogen – Regie: Friedhelm Ortmann – WDR
- 1966: Dario Niccodemi: Tageszeiten der Liebe – Regie: Heinz-Günter Stamm – BR
- 1967: Robert Cedric Sheriff: Bridge mit Onkel Tom – Regie: Heinz-Günter Stamm – BR
- 1968: Henrik Ibsen: Peer Gynt – Regie: Heinz-Günter Stamm – BR
- 1976: Henri Crespi: Hotel garni – Regie: Günther Sauer – SDR
- 1976: Pindar: Pindars I. Olympische Ode – Regie: Enno Dugend – BR
- 1977: Allan Wells: Mann über Bord – Regie: Andreas Weber-Schäfer – SDR
- 1977: Barbro Boman: Die Augen der Nacht – Regie: Raoul Wolfgang Schnell – SDR
- 1977: Mark Twain: Die Eine-Million-Pfundnote – Regie: NN – SWF
- 1978: Rolf und Alexandra Becker: Gestatten, mein Name ist Cox: Eben war die Leiche noch da – Regie: Peter M. Preissler – BR
- 1980: Klaus Nonnenmann und Monika Nonnenmann: Der Traumschrank – Regie: Hartmut Kirste – SDR
- 1980: Michael Hartley-Robinson: Leiche geländet – Regie: Dieter Eppler – SDR
- 1980: Roderich Feldes: Instant Cargo – Regie: Günther Sauer – BR
- 1981: Ekkes Frank: Der Fremde – Regie: Sigurd König – SDR
- 1981: Jean Horivan: Morgen dreh' ich mich um – Regie: Dieter Hasselblatt – BR